# Magister Puerorum
L'espressione latina Magister Puerorum significa letteralmente Maestro dei fanciulli e indica un maestro, o insegnante, o precettore che si occupa della educazione dei bambini. Varie istituzioni si sono servite e si servono tuttora di questa figura, specialmente nelle scuole elementari, liceali e musicali.

## Nella storia
Si chiama magister puerorum quello studioso o letterato che veniva assunto da una famiglia nobile per fare da precettore ai propri figli, curandone l'istruzione in forma privata.

## Nella Cappella Musicale Pontificia "Sistina"
Un esempio di magister puerorum ancora attivo e importante si ha oggi nella Cappella Musicale Pontificia Sistina, il coro privato del Papa che canta esclusivamente nelle celebrazioni liturgiche del Sommo Pontefice, al cui interno è presente una sezione di voci bianche formata dai pueri cantores (i fanciulli cantori).
L'istruzione musicale dei pueri cantores è affidata ad un magister puerorum, un maestro che si dedica esclusivamente a loro ed è distinto dal Maestro-Direttore del coro. L'attuale magister puerorum è il Maestro Michele Marinelli.
Anche altre Cappelle musicali mantengono una formazione di fanciulli, tra cui le più celebri sono la Cappella Marciana di Venezia e la Cappella Musicale del Duomo di Milano.

### Elenco dei "Magister Puerorum" della Cappella Musicale Pontificia Sistina
- Giovanni Maria Catena (1957-1992)
- Renzo Cilia (1992-1998)
- Marcos Pavan (1998-2010)
- Luciano Luciani e Adriano Caroletti (2010-2012)
- Josep Sole' Coll e Adriano Caroletti (2012-2014)
- Marcos Pavan (2014 -2020)
- Michele Marinelli (2020 - oggi)